# Langlet
Langlet (uttalas [langlé]) är en ursprungligen fransk släkt, som invandrade till Sverige på Karl X Gustavs tid. 
Släkten härstammar från färgaren Philip Langlet[källa behövs] (död tidigast 1682) som uppges ha varit född av reformerta föräldrar i Paris, där fadern sägs ha blivit halshuggen på grund av sin religion.

## Bemärkta medlemmar av släkten
- Abraham Langlet d.ä. (1672-1729), klädesfärgare
- Philip Langlet d.ä. (1708-1768), riksdagsman, färgare och brukspatron
- Abraham Langlet d.y. (1735-1805), färgerifabrikör
- Philip Langlet d.y. (1761-1814), färgerifabrikör
- Emil Viktor Langlet (1824-1898), arkitekt
- Mathilda Langlet (1832-1904), författare
- Filip Langlet (1866-1950), civilingenjör och författare
- Abraham Langlet (1868-1936), professor, kemist
- Alexander Langlet (1870-1953), konstnär
- Valdemar Langlet (1872-1960), journalist, författare, räddare av tusentals undan Förintelsen
- Nina Langlet (1896-1988), musikpedagog och författare, räddare av tusentals undan Förintelsen
- Emil Langlet (född 1900), svensk-dansk ingenjör, journalist, författare och översättare
- Olof Langlet (1900-1997), professor, skogsgenetiker
- Jan Langlet (1918-1976), konstnär
- Erik Langlet (född 1938), arkitekt